# 軺軒
軺軒（しょうけん）
1. 小型の馬車のこと。
2. 李氏朝鮮において両班が乗っていた乗り物のこと。本項にて記す。

軺軒（チョホン　초헌）は、両班が乗る一種の人力車である。「軺車（チョゴ）」「命車（ミョンゴ）」「木馬（モクマ）」ともいう。

## 概要
一輪車の上に一人分の椅子と前後に長く伸びた轅（ながえ）が幾つも付いているのが大きな特徴である。椅子や轅には漆が塗られており、また、唐草模様などの彫刻が施されていた。従二品以上の官人のみが乗ることが許された格式高い乗り物であった。